# پنست آدسون

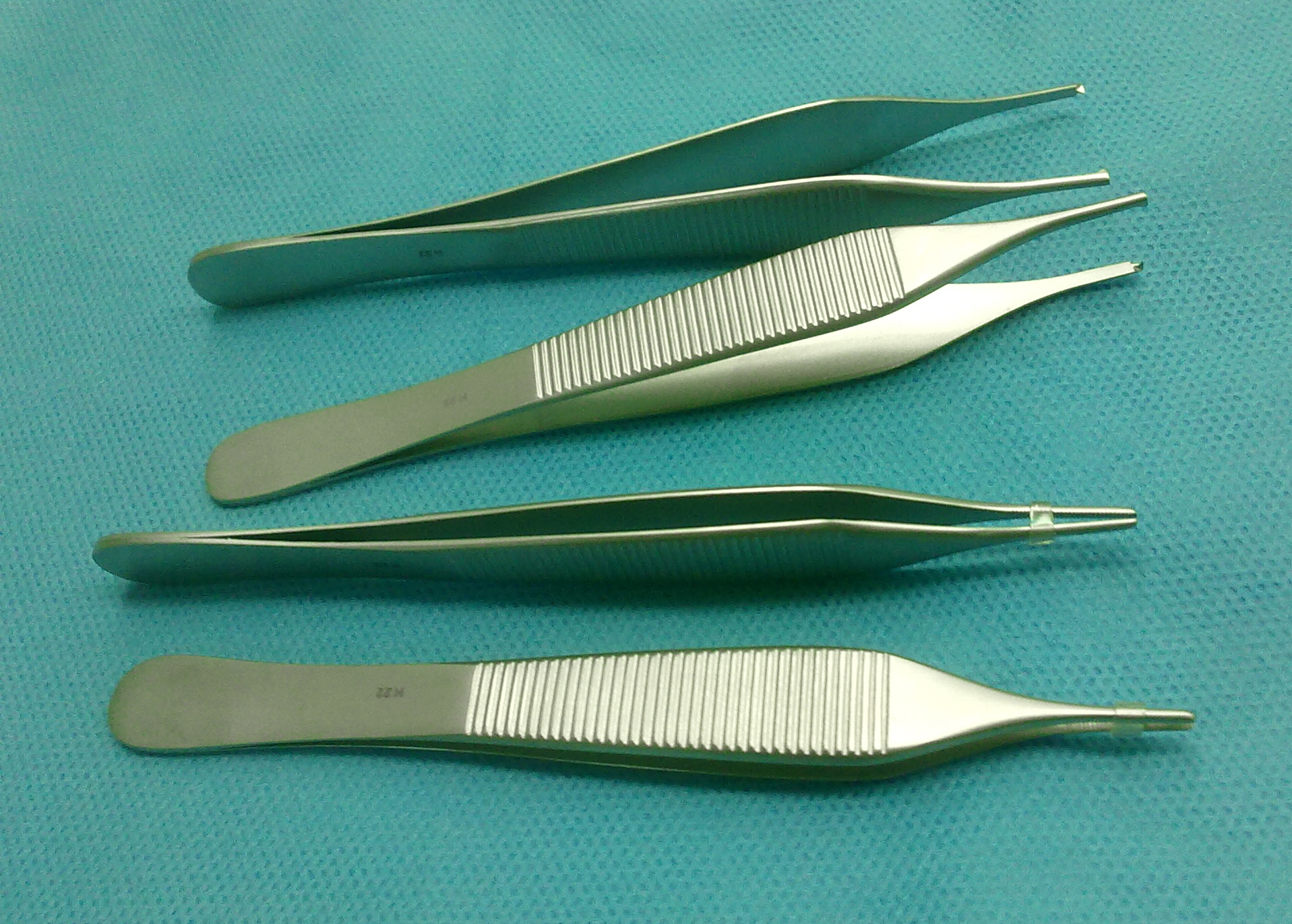
پنست آدسون

پنست آدسون (به انگلیسی: Adson Pinzette) عضوی از خانواده فورسپس‌های جراحی بوده، با این تفاوت که فاقد ضامن قفل می‌باشد.
- در انواع دندانه دار و بی دندانه مورد استفاده قرار می‌گیرند.

## کاربرد
- جهت نگه داشتن بافت‌های نرم و ظریف مورد استفاده قرار می‌گیرد.

## نگارخانه

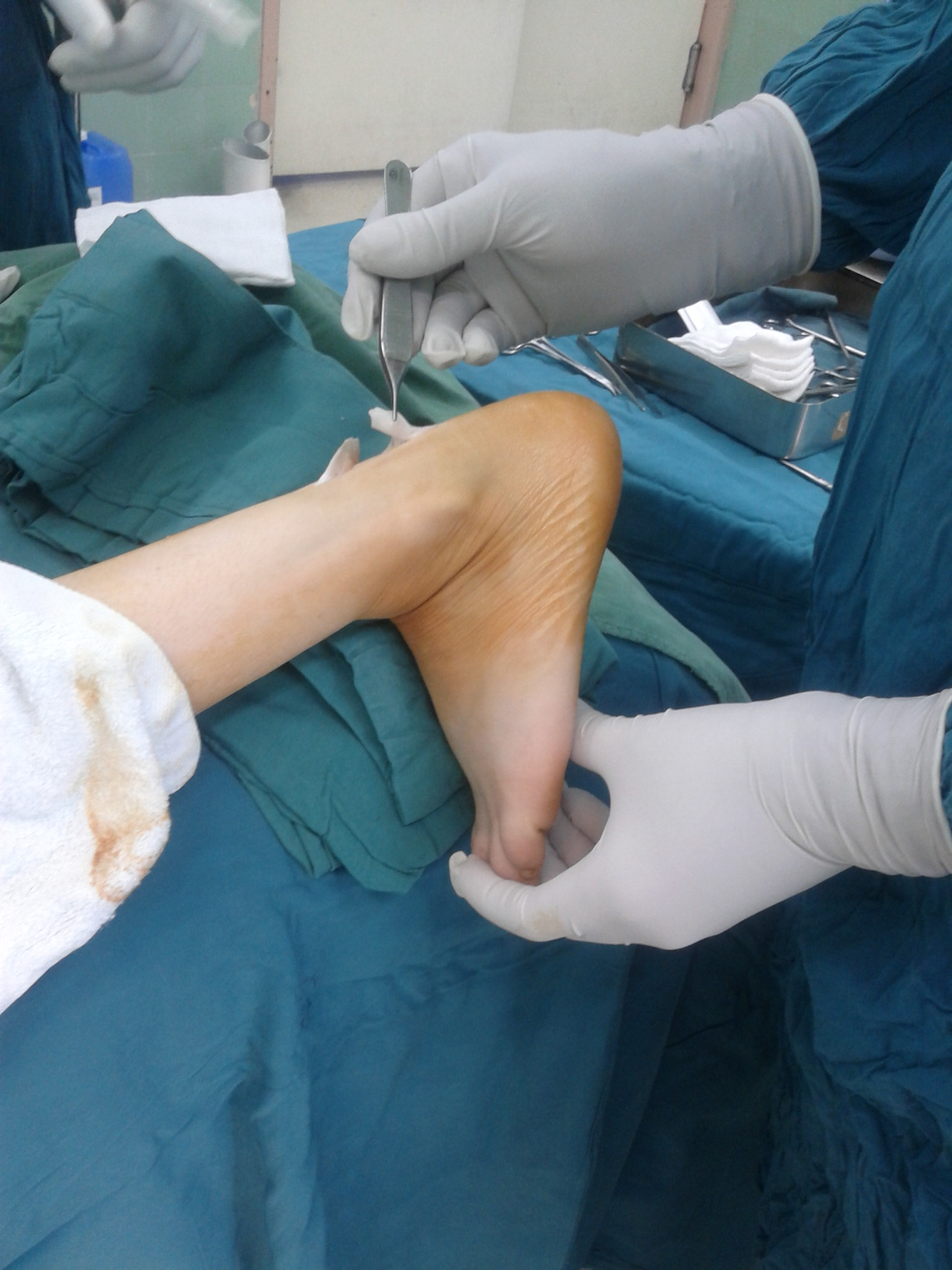
بکارگیری پنست آدسون در نگهداری بافت‌های نرم
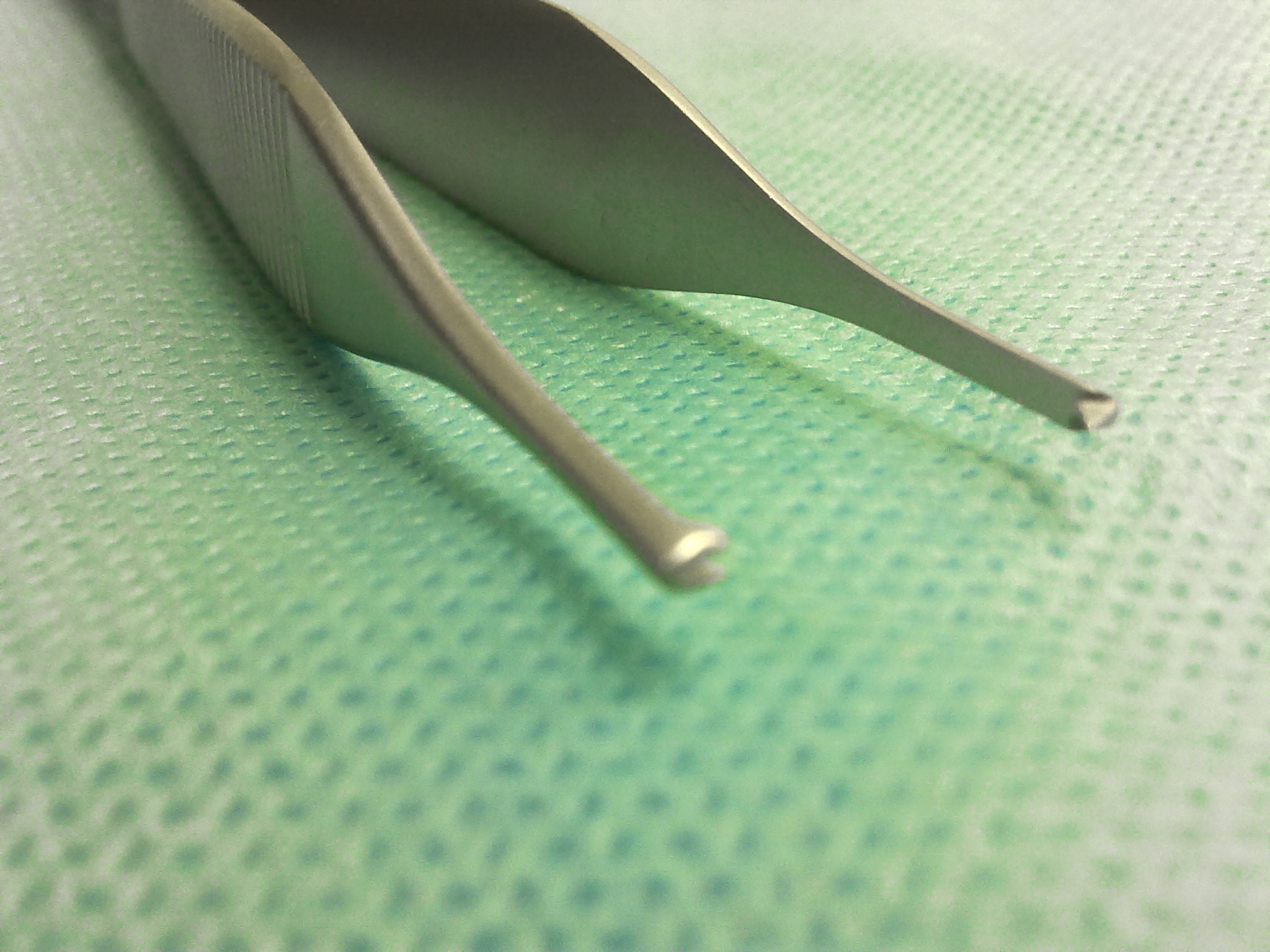